# Westerwikspartiet
Westerwikspartiet (WP) är ett lokalt politiskt parti i Västerviks kommun.

## Historik
I början av 1970-talet planerade Västerviks kommun att bygga en större trafikled kallad Strandvägen genom stadskärnan och över Fiskartorget. Detta ledde till protester och Västerviks Demokratiska Miljöparti (VDM) bildades inför 1976 års val. Den lokala valframgången i detta års kommunalval innebar att Fiskartorget bevarades.
År 2000 bytte partiet namn till Kommunpartiet VDM, vilket partiet vill skall utläsas "Västerviks kommun, Demokratin och Männikorna i fokus". Partiet hörde inte samman med Miljöpartiet de Gröna.
Den 7 december 2015 bytte partiet namn till Westerwikspartiet. Partiet är medlem i det nationella samarbetsorganet Lokala partiers nätverk.
Efter valet 2022 ingick partiet i den styrande koalitionen kallad Westervikskoalitionen, tillsammans med Moderaterna, Kristdemokraterna och Liberalerna i samarbete med Sverigedemokraterna.

## Valresultat
| År   | Röster | %     | Mandat  |
| ---- | ------ | ----- | ------- |
| 1976 | –      | –     | 3 av 75 |
| 1979 | –      | –     | 5 av 75 |
| 1982 | –      | –     | 7 av 75 |
| 1985 | –      | –     | 6 av 75 |
| 1988 | –      | –     | 5 av 75 |
| 1991 | –      | –     | 4 av 63 |
| 1994 | –      | –     | 2 av 63 |
| 1998 | –      | 2,6 % | 1 av 63 |
| 2002 | 1 209  | 5,46  | 4 av 63 |
| 2006 | 1 076  | 4,73  | 3 av 63 |
| 2010 | 635    | 2,64  | 1 av 57 |
| 2014 | 720    | 2,97  | 1 av 57 |
| 2018 | 900    | 3,67  | 2 av 57 |
| 2022 | 767    | 3,19  | 2 av 57 |